# Droesem
Droesem - ook wel depot, moer of bezinksel - is de drab van vaste stoffen die in wijn achterblijft na de fermentatie of na een bepaalde tijd van rijping. 
De droesem kan bestaan uit wijnkristal, wijnsteenzuur, kleurstoffen en tannine. Het kan een bittere  zanderige smaak geven.
De stoffen slaan neer op het laagste punt van het fust of de wijnfles. Wijnflessen die liggend worden bewaard, kunnen over de lengte van de fles een spoor hiervan vertonen. Wanneer de fles rechtop gezet wordt, zal eventuele droesem door de wijn gaan zweven. Daarom dient men de fles met wijn een dag tevoren rechtop te zetten waardoor het droesem zich rond de ziel van de fles zal verzamelen. Hierna kan de wijn eenvoudiger gedecanteerd worden.
Bij de rijping van wijn wordt in Frankrijk - met name bij Muscadet - wel van lie gesproken. Deze lie´s zijn in verschillende soorten te onderscheiden,
- fijne lie - de grote vaste delen zijn voor het bottelen eruit gefilterd
- grove lie - de wijn is niet gefilterd en alle vaste delen zitten er nog in

Lie kan ook de droesem van dode gistcellen na de gisting zijn.
In 1977 is wettelijk vastgelegd wanneer op het etiket van de wijn de term "Sur lie" mag staan.
De droesem wijst niet op een bepaalde kwaliteit van een wijn. Heel oude wijnen bevatten er wel vaak meer van dan wijnen die gemaakt zijn in de laatste decennia. Dit heeft met moderne vinificatietechnieken te maken.
De gevormde wijnsteen wordt niet als een “fout” van een wijn gezien. Het is een natuurlijke chemische reactie. Deze reactie kan door een sterke temperatuurschommeling worden veroorzaakt of verhevigd. De smaak van de wijn wordt door de kristallen, die zelf geen smaak hebben, niet beïnvloed.
Met foezel wordt weleens slechte wijn met veel bezinksel aangeduid.
De champagne moet altijd ten minste anderhalf jaar op de lie rijpen. Daarna volgt de dégorgement en wordt de lie uit de hals van de fles verwijderd.